# Тарасовка (Первомайский район)
Тарасовка (укр. Тарасівка) — село в Первомайском районе Николаевской области Украины.
Основано в 80-х годах XVIII века, до 1924 года — Исаево. Население по переписи 2001 года составляло 338 человек. Почтовый индекс — 55244. Телефонный код — 5161.
Расположено на реке Чёрный Ташлык в 25 км северо-восточнее районного центра. Сельскому Совету подчинены населенные пункты Бандурка, Лозоватка, Новоалександровка, Светоч и Шевченко. В селе есть неполная средняя школа, библиотека, фельдшерско-акушерский пункт. В период временной оккупации села в 1942—1944 годах действовала подпольная антифашистская группа в составе 10 человек.

## Местный совет
55244, Николаевская обл., Первомайский р-н, с. Тарасовка